# 1087
1087 (MLXXXVII), fue un año común comenzado en viernes del calendario juliano.

## Acontecimientos
- Galicia - Levantamiento en Galicia contra el rey dirigido por don Rodrigo Ovéquiz y don Diego Peláez, obispo de Santiago de Compostela, ofreciéndole el reino a Guillermo el Conquistador, duque de Normandía. Destitución de don Diego por el rey en 1088.
- Llegan a España numerosos caballeros de la Cristiandad europea, principalmente francos, tras la invasión de los almorávides en 1086 y la derrota del rey Alfonso VI de León y Castilla en la  Batalla de Sagrajas, en ayuda del Reino de León y Castilla, y del Reino de Aragón.

## Fallecimientos
- Guillermo I de Inglaterra, el conquistador.
- Blot-Sven, rey de Suecia.
- Víctor III, papa.